# 51827 Laurelclark
Laurelclark (asteróide 51827) é um asteróide da cintura principal, a 2,5916616 UA. Possui uma excentricidade de 0,1450116 e um período orbital de 1 927,63 dias (5,28 anos).
Laurelclark tem uma velocidade orbital média de 17,10738885 km/s e uma inclinação de 10,23212º.
Foi batizado em homenagem à astronauta Laurel Clark.